# Kaspar Franz Krabbe
Kaspar Franz Krabbe (* 20. Oktober 1794 in Coesfeld; † 4. April 1866 in Münster) war ein deutscher römisch-katholischer Pfarrer, Schulrat und Politiker.
Krabbe besuchte das Gymnasium in Coesfeld und studierte danach in Münster Philosophie und Theologie. Im Jahr 1817 wurde er zum Priester geweiht. Anschließend war er bis 1823 Kaplan in Borghorst. Danach war Krabbe bis 1828 Pfarrer in Recklinghausen. Zwischen 1828 und 1845 war er Regierungs- und Schulrat bei der Regierung in Münster und ab 1845 auch beim Provinzialschulkollegium für Westfalen. Krabbe hat sich für die Förderung des Volksschulwesens im Münsterland eingesetzt. Dabei hat er stets den Anspruch der katholischen Kirche auf Einflussnahme auf die Schule vertreten. Ebenfalls 1845 erhielt er den Ehrendoktortitel der theologischen Fakultät Münster. Im selben Jahr wurde er Domherr und 1858 Domdechant.
Krabbe gehörte 1848 der preußischen Nationalversammlung als Abgeordneter für den Wahlkreis Kempen an. In den Jahren 1852 bis 1858 vertrat er Münster im preußischen Abgeordnetenhaus. Er gehörte dort zu den Initiatoren der katholischen Fraktion.
Er gab zwischen 1846 und 1866 das Monatsblatt für katholisches Unterrichts- und Erziehungswesen heraus. Außerdem veröffentlichte er verschiedene meist pädagogische aber auch historische Schriften.